# 養父神社

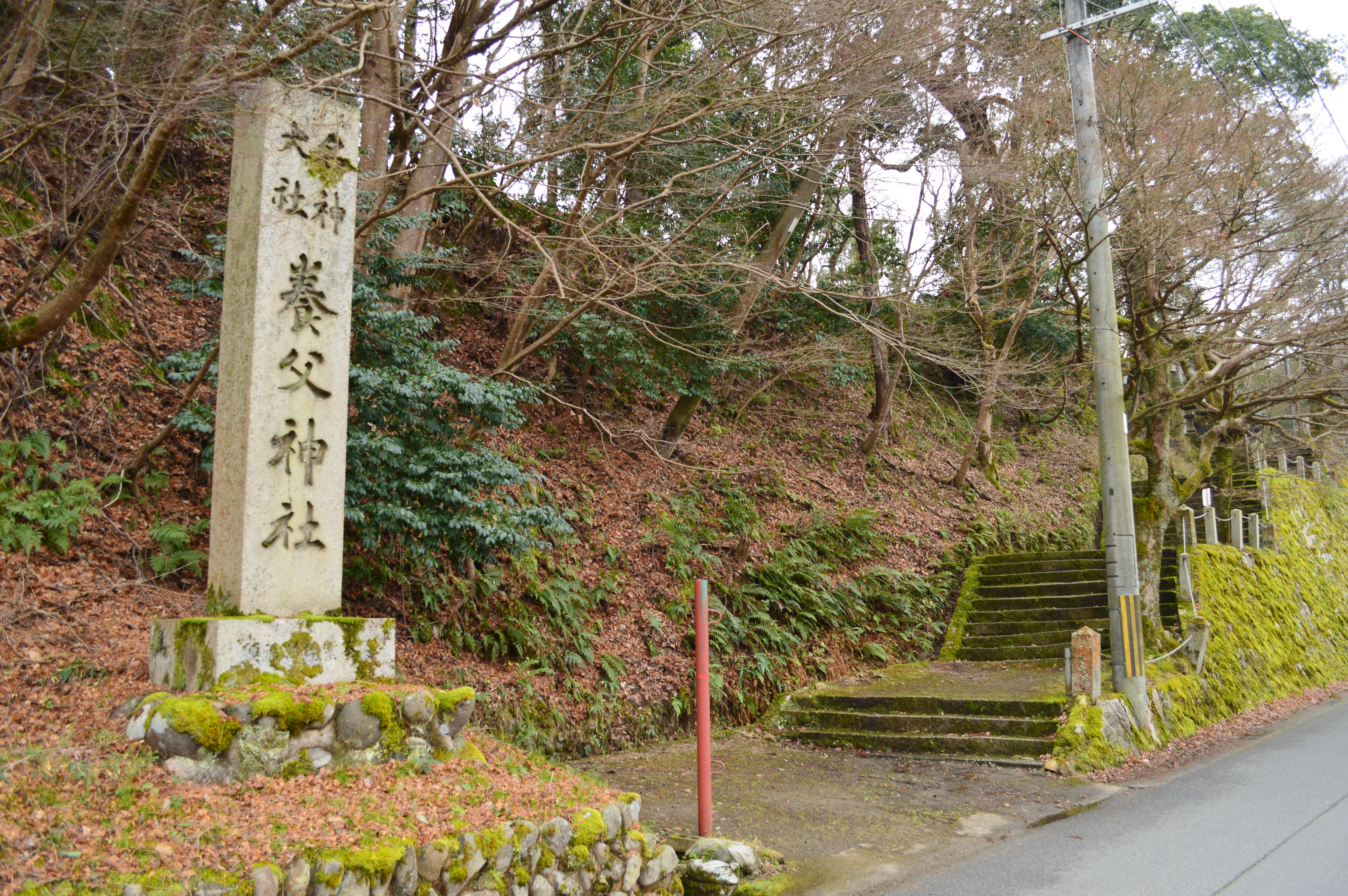
境内入り口

養父神社（やぶじんじゃ）は、兵庫県養父市養父市場にある神社。但馬国三宮、式内社（名神大社2座、小社3座）で、旧社格は県社。
「養父の明神さん」と呼ばれ、農業の神として知られる。養父市場は古くから但馬牛の牛市の中心地であり、現在でも近隣の大藪で但馬牛のせり市が開かれている。

## 祭神
現在の祭神は次の5座。
- 倉稲魂命
- 大己貴命
- 少彦名命
- 谿羽道主命
- 船帆足尼命 - 谿羽道主命の子孫で但馬国造の祖

江戸時代に編纂された地誌『但馬考』にはかつて弥高山の山頂にあったとされる上社に大己貴命、中腹の中社に倉稲魂命と少彦名命、現社地である下社に谿羽道主命を祀るとの記述がある。『特選神名牒』では大己貴命以外の4座を不詳としている。昭和3年（1928年）発行の『養父郡誌』では上社が保食神と五十猛神、中社が少彦名命、下社が谿羽道主命と船帆足尼命としている。

## 歴史
崇神天皇30年創祀と伝えられ、天平9年（737年）の『但馬国税正帳』にも出石神社、粟鹿神社とともにその名が見える。
神階は承和12年（845年）に従五位下を授けられ（『続日本後紀』）、貞観11年（869年）に正五位下、同16年（874年）に正五位上まで昇叙した（『日本三代実録』）。『延喜式神名帳』には「夜夫坐神社五座（名神大二座小三座）」との記載がある。
江戸時代には水谷山普賢寺が別当寺であった。
1814年（文化11年）には、伊能忠敬が測量に訪れている。

## 境内

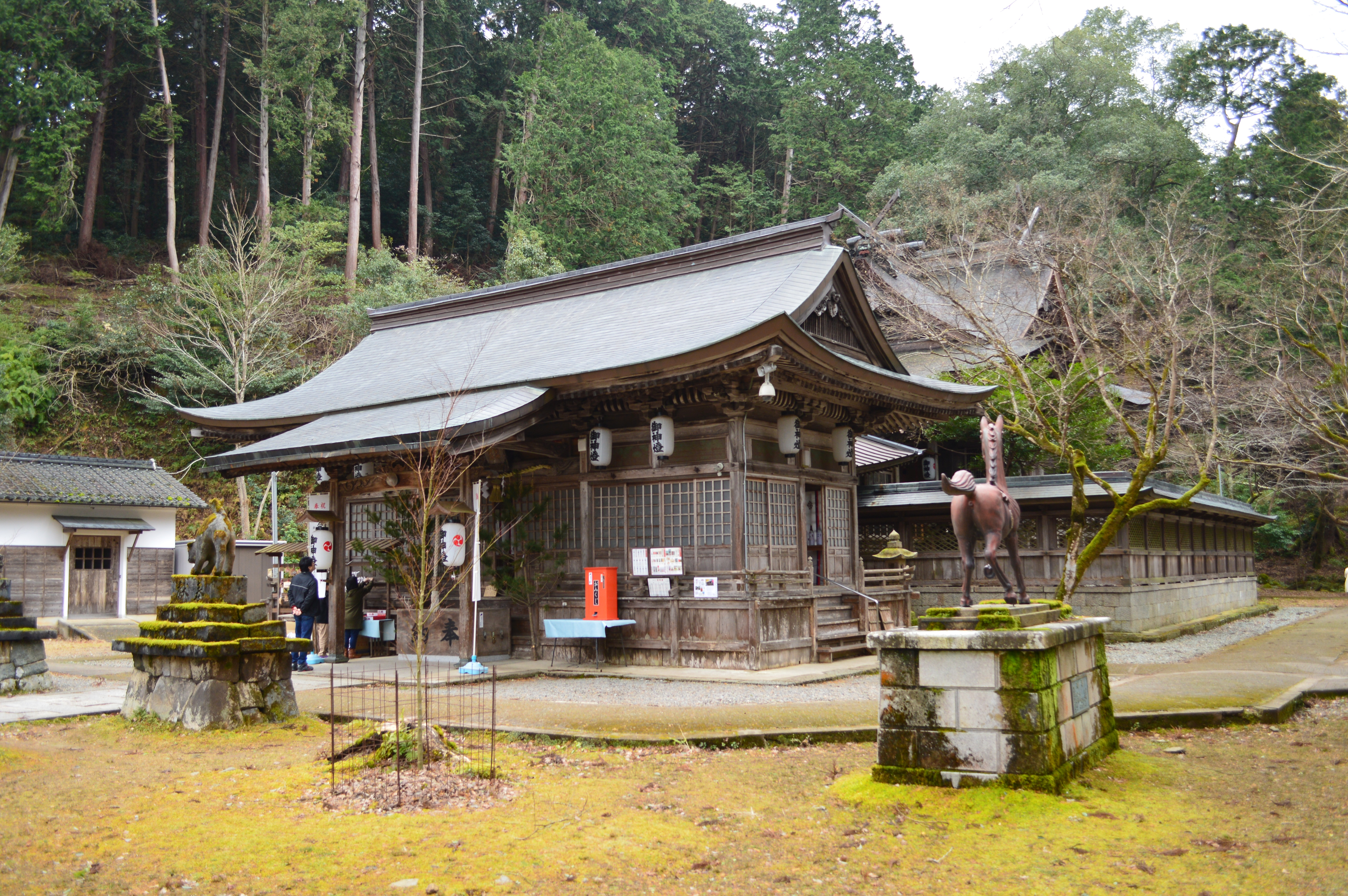
社殿
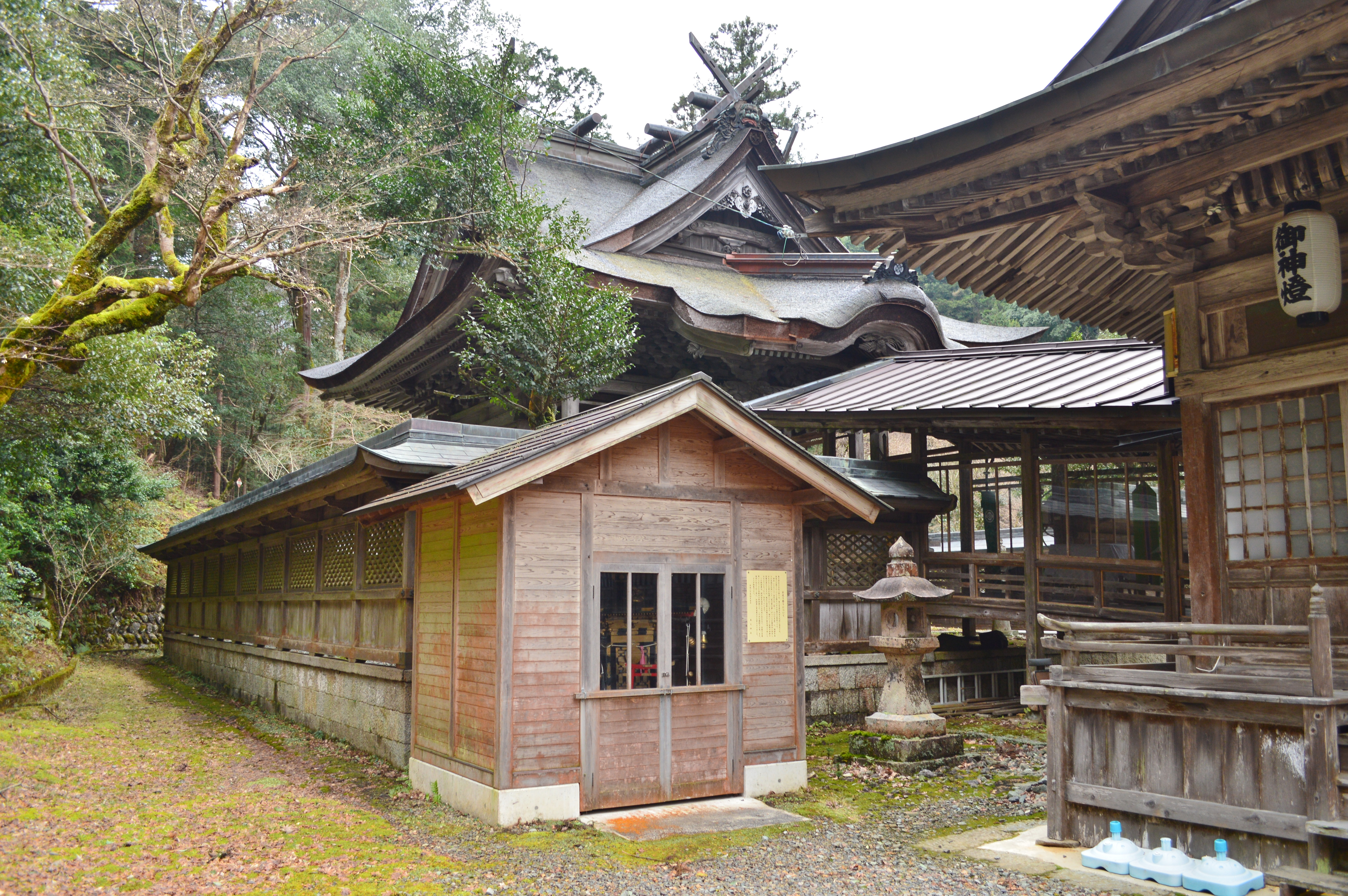
本殿
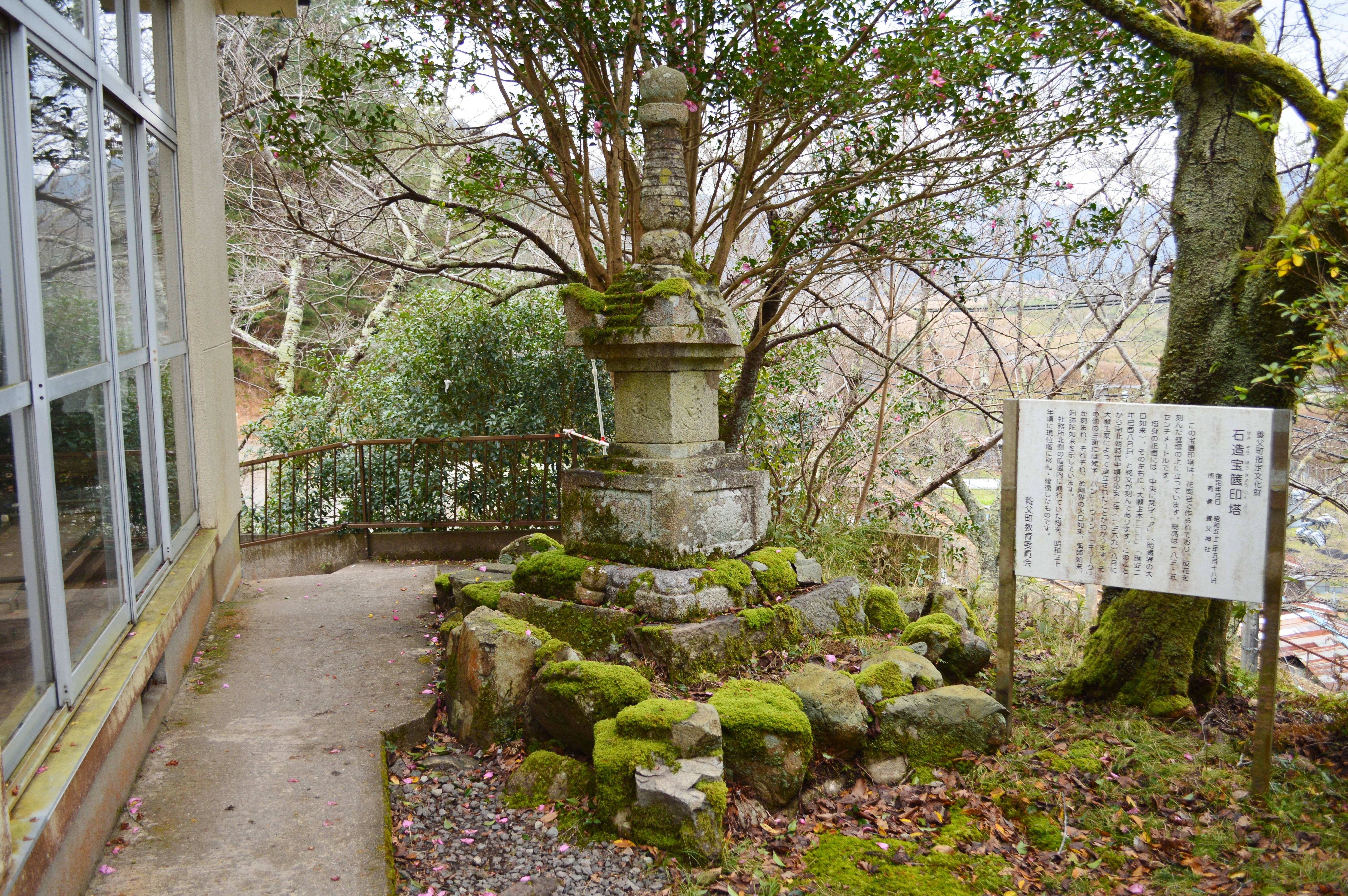
宝篋印塔（養父市指定文化財）
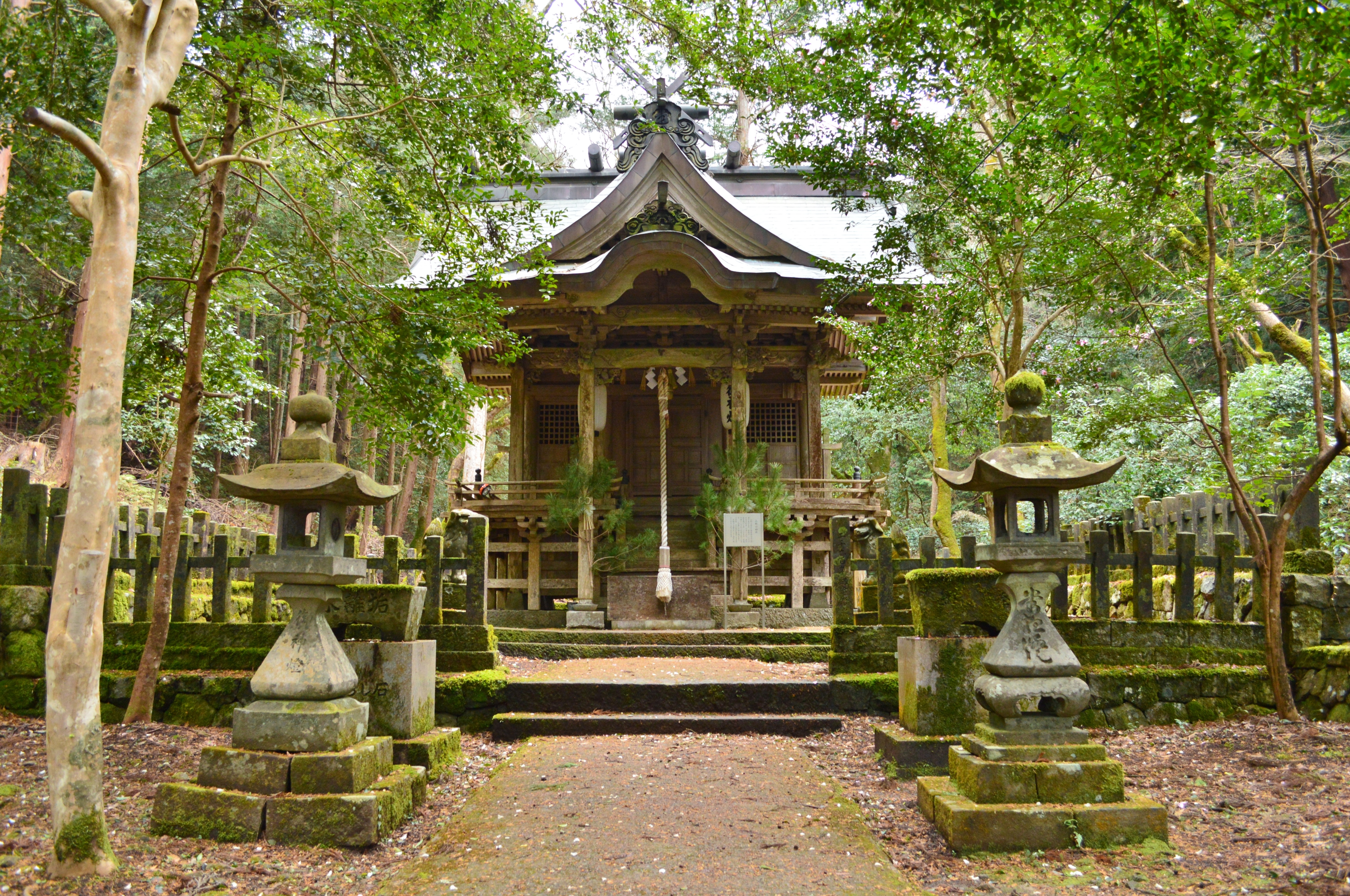
山野口神社
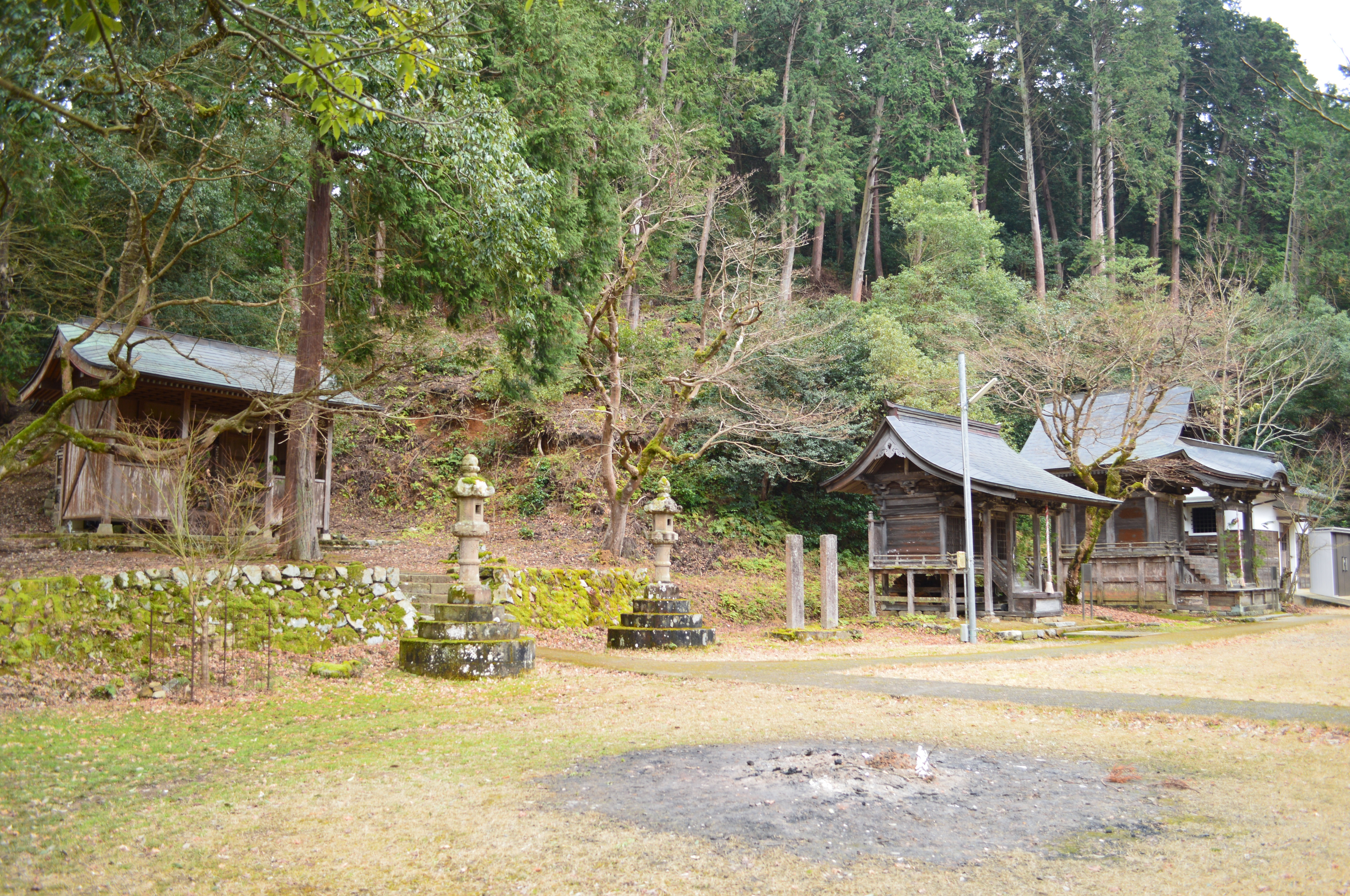
境内社
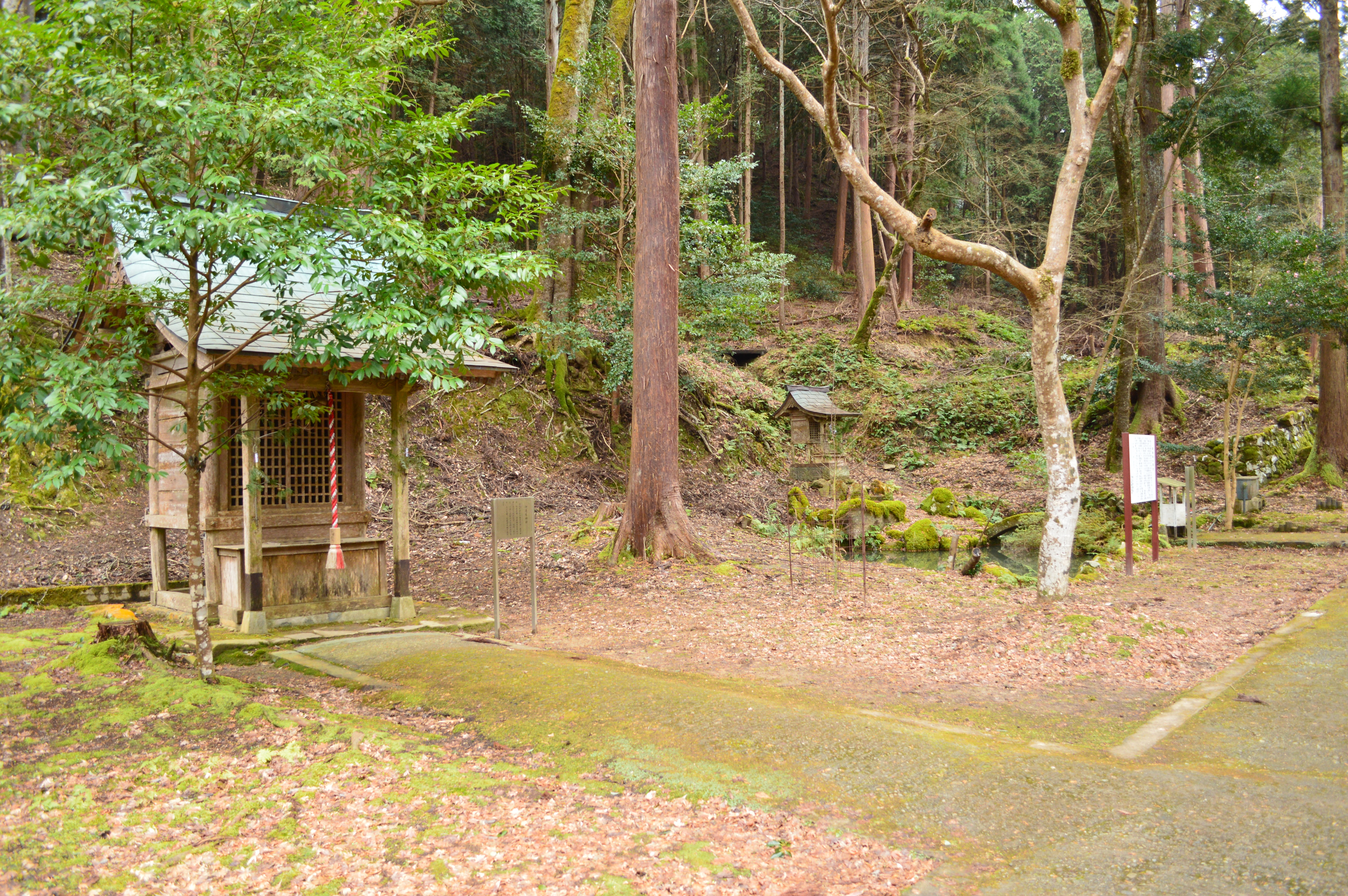
境内社
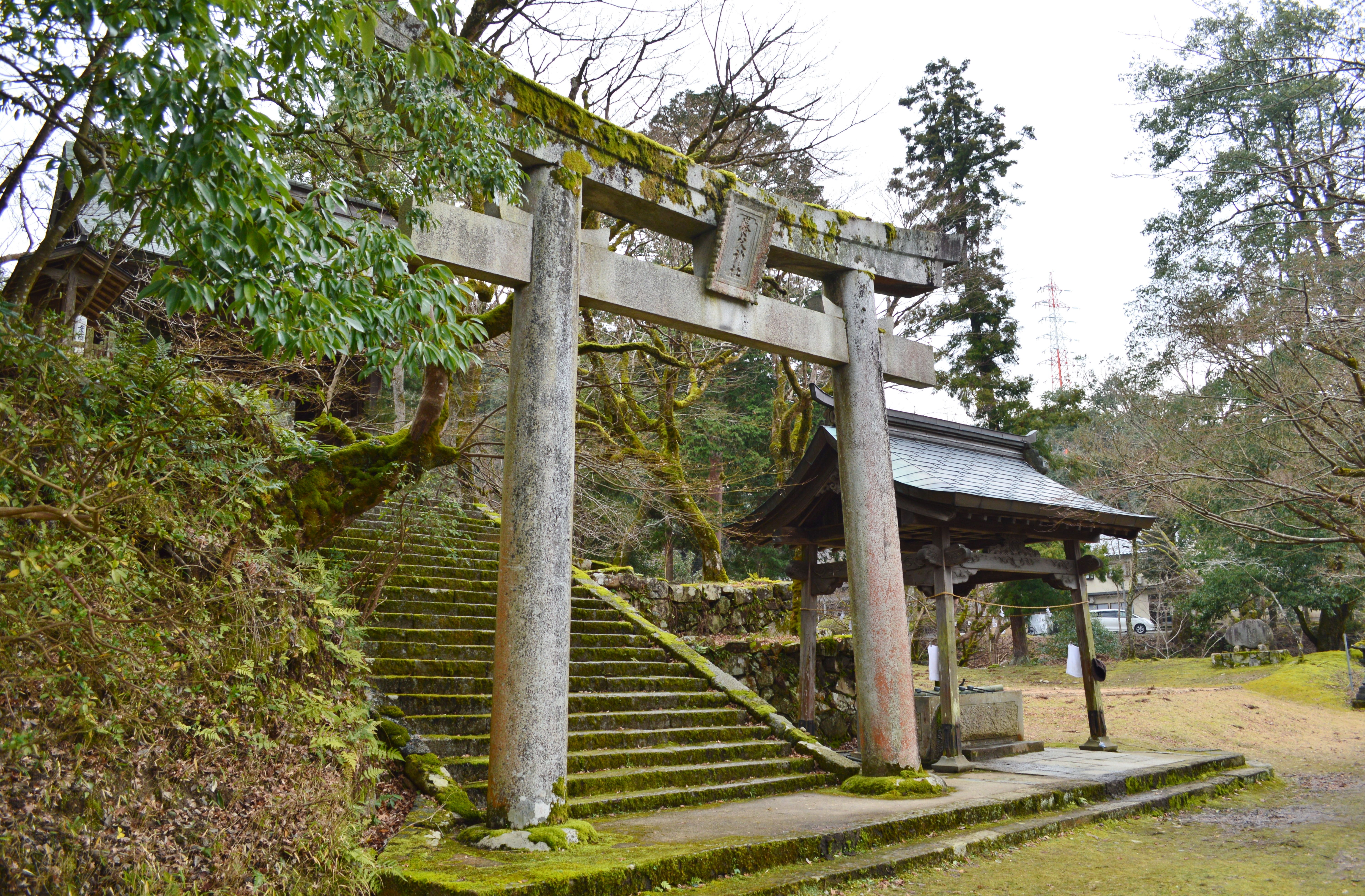
鳥居

## 祭事
- 2月25日 春季大祭（祈年祭）
- 4月第3日曜日とその前日 お走り祭り - 養父市指定無形民俗文化財。
- 5月2日 八十八夜祭
- 10月10日 秋季大祭（例祭）

## 文化財

### 兵庫県登録文化財
- 有形文化財
  - 養父神社 5棟（建造物） - 2010年（平成22年）3月5日登録[2]。
    - 本殿 - 江戸時代末期の造営。
    - 拝殿 - 江戸時代末期の造営。
    - 摂社山野口神社本殿 - 江戸時代末期の造営。
    - 摂社五社神社本殿 - 江戸時代末期の造営。

### 養父市指定文化財
- 有形文化財
  - 石造宝篋印塔 - 1977年（昭和52年）5月18日指定[3]。
- 無形民俗文化財
  - お走り祭り

## 交通
- 鉄道・バス
  - JR山陰本線養父駅より徒歩約2km
  - JR山陰本線養父駅より全但バス「八鹿駅」行きで養父明神下車すぐ
  - JR山陰本線八鹿駅より全但バス「和田山・山口」行きで養父明神下車すぐ
- 道路
  - 舞鶴若狭自動車道・福知山ICより約1時間
  - 遠阪トンネル有料道路・朝来市側出口より約20分
  - 播但連絡道路・和田山ICより約15分
  - 道の駅やぶおよび道の駅但馬楽座より約5分

## 周辺
- 大藪古墳群
- ほたるの里
- 満福寺 - 「但馬の高野山」と呼ばれる名刹。